# Saint-Martin (Guernesey)
Pour les articles homonymes, voir Saint-Martin.
Saint-Martin est une paroisse des bailliage et île anglo-normande de Guernesey, dans cet archipel de la Manche.
Son nom apparaît sous la même forme en anglais et en guernesiais. Historiquement, le nom complet de la paroisse est Saint-Martin-de-la-Bellouse.

## Géographie
La paroisse Saint-Martin est située au sud-est de l'île de Guernesey, entre celles de Saint-Pierre-Port au nord,  Saint-André-de-la-Pommeraye au nord-ouest et La Forêt au sud-ouest. 
Elle est la deuxième paroisse la plus élevée après celle de La Forêt, avec des falaises qui s'élèvent au dessus de la mer et qui se prolongent vers le sud-est en une péninsule qui se termine par la pointe de Jerbourg, et au sud-ouest par la pointe Icard.  
De petites plages et des baies sont enserrées entre de hautes falaises. Le peintre Auguste Renoir a été inspiré par la baie de Moulin Huet, une des nombreuses criques qui parsèment la côte de Saint-Martin.

## Administration
Les officiers de la paroisse sont le connétable (maire ou bourgmestre) et les douzeniers ou membres de la Douzaine, formant le conseil municipal paroissial. 
| Périodes                                            | Identités   | Qualités       |
| --------------------------------------------------- | ----------- | -------------- |
| Années [Lesquelles ?]                               | Noms[Qui ?] | [Lesquelles ?] |
| Les données antérieures ne sont pas encore connues. |             |                |

## Monuments
- manoir de Sausmarez, situé à un bon kilomètre au sud de la capitale insulaire Saint-Pierre-Port ;
- la Gran'mère du Chimquière est une stèle anthropomorphe en granite située à la porte de l’église paroissiale de Saint-Martin. Elle mesure 1,65 m hors-sol et est enterrée de 0,50 m. Selon la tradition, elle porterait « bonheur et la fertilité aux jeunes mariés ».

## Personnalité liée à la commune
Le poète guernesiais Georges Métivier, mort le 23 mars 1881 à Saint-Martin.

## Paroisses limitrophes
- Saint-Pierre-Port,
- Saint-André-de-la-Pommeraye,
- La Forêt.

## Galerie

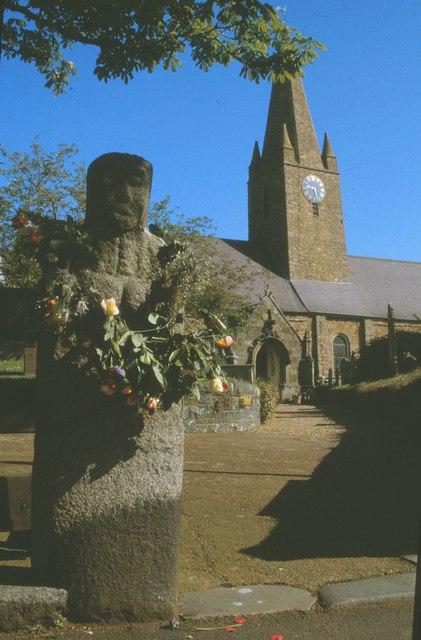
Statue-menhir de "La Gran'mère du Chimquière" au cimetière de Saint-Martin.
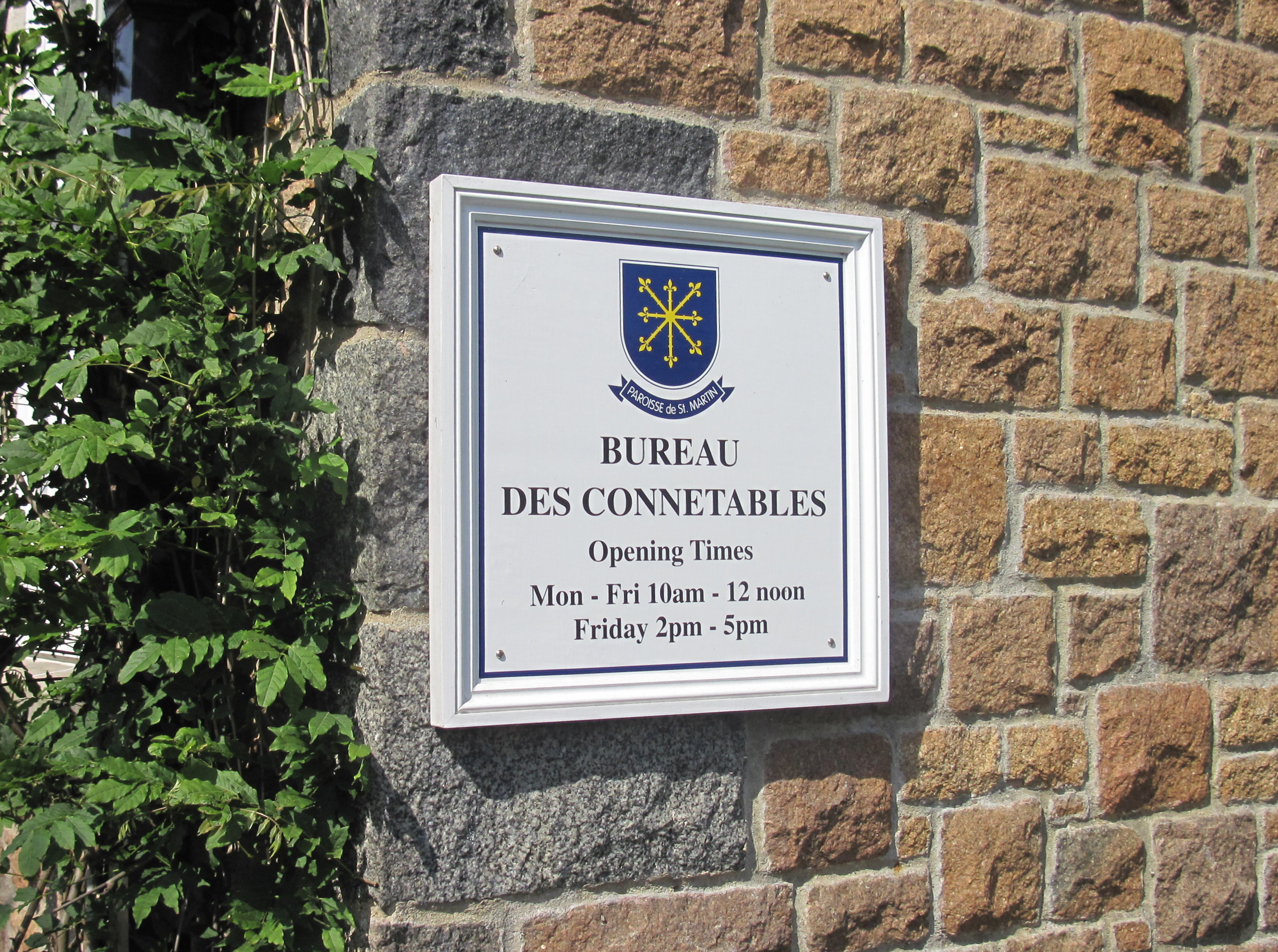
Bureau des connétables de Saint-Martin.
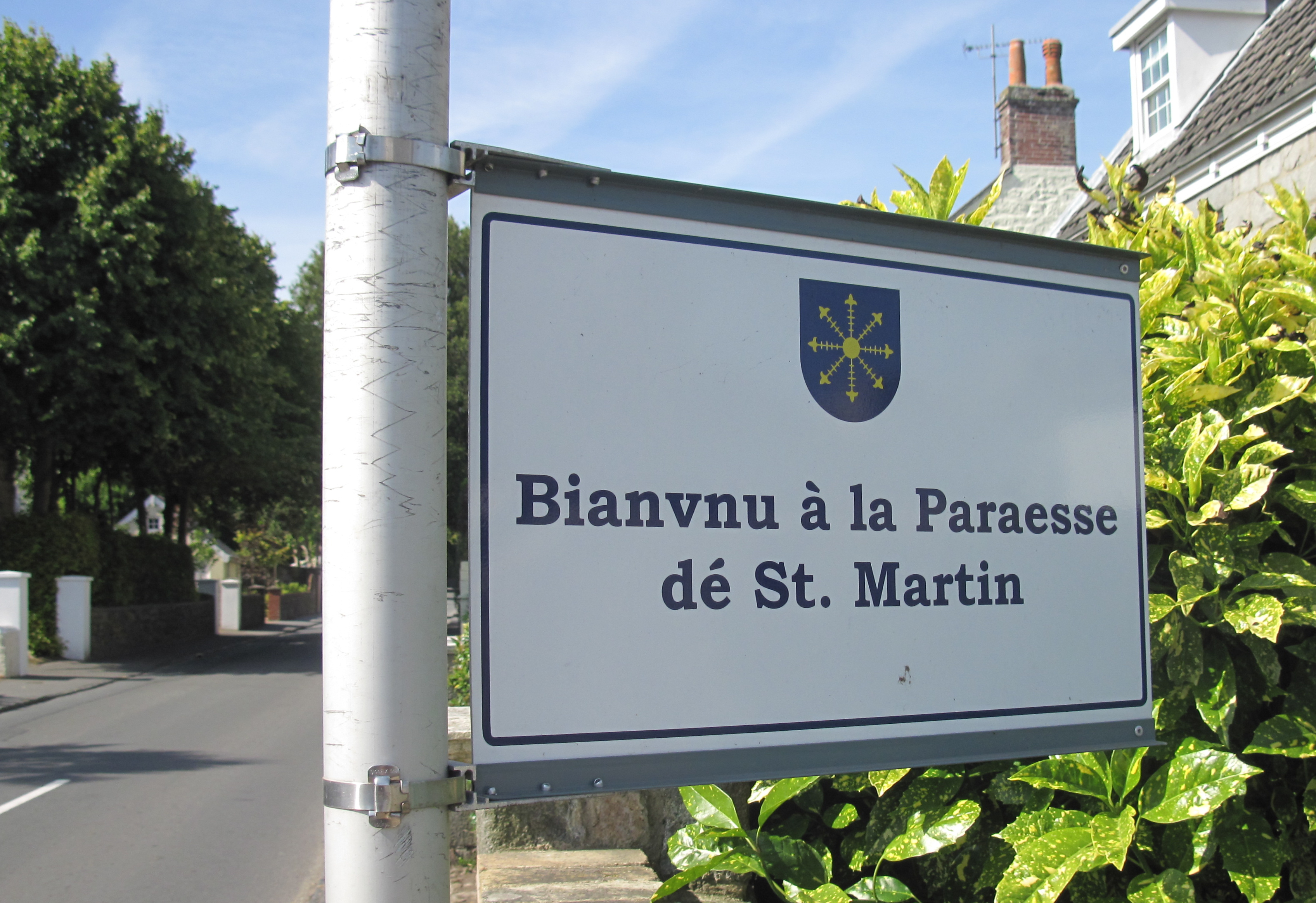
Panneau de bienvenue à l'entrée de la paroisse de Saint-Martin.
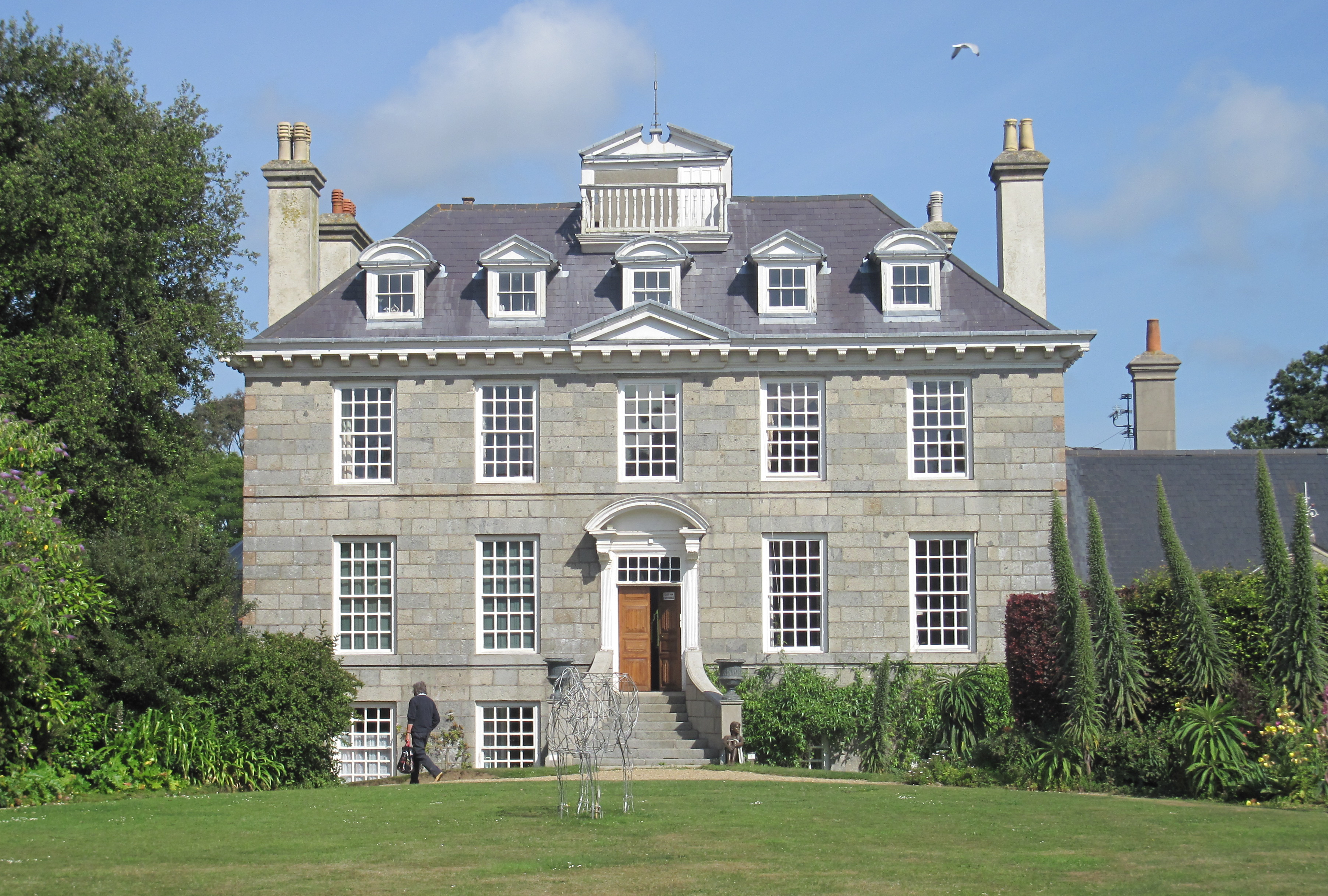
Manoir de Sausmarez à Guernesey.
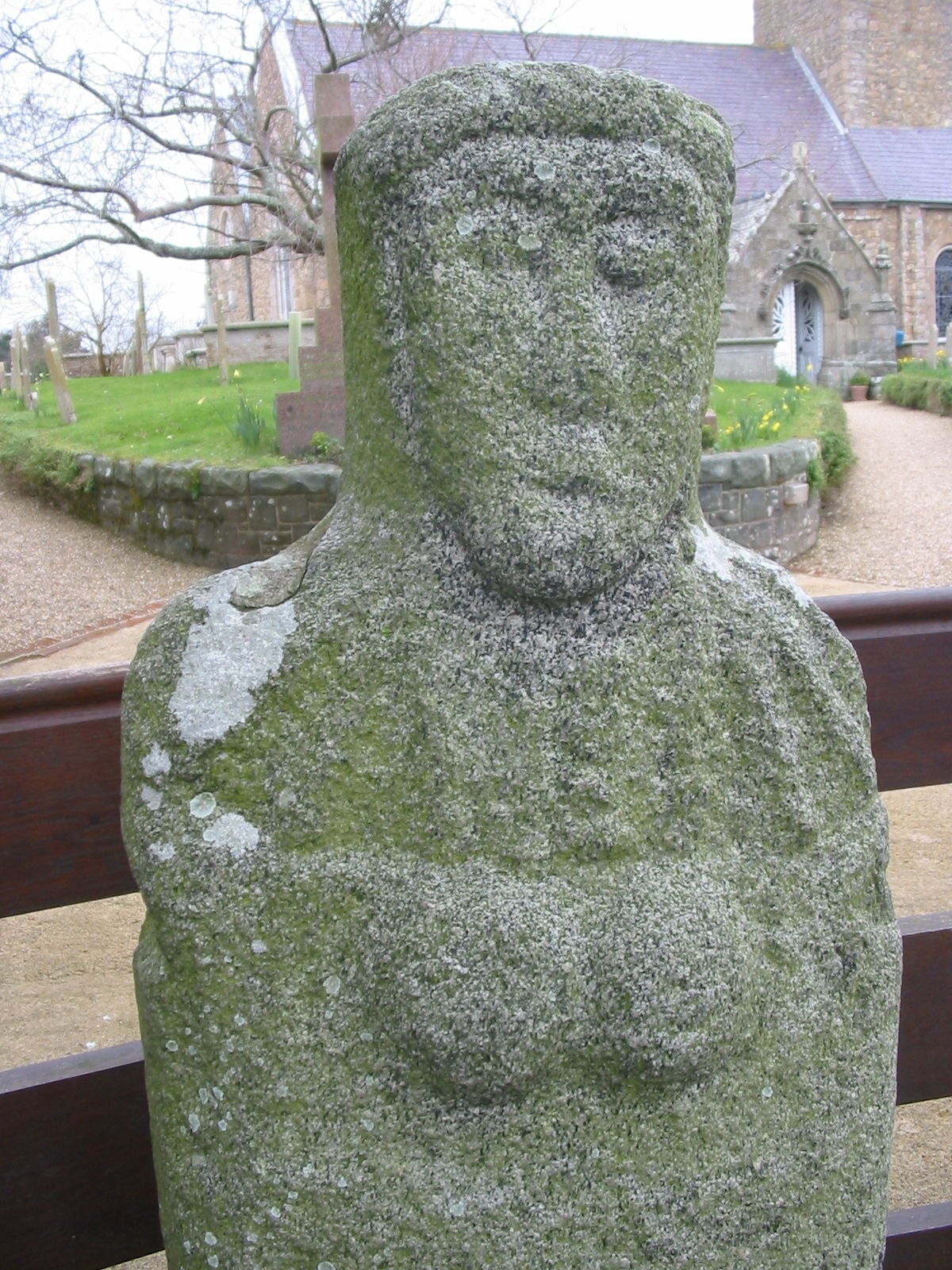
Détail de la statue de la "Grand-Mère" du cimetière de Saint-Martin.